# تشارلز ميدلتون
تشارلز ميدلتون (21 ديسمبر 1868 في المملكة المتحدة - 5 فبراير 1938 في المملكة المتحدة) (بالإنجليزية: Charles Middleton) هو لاعب كريكت بريطاني وبريطاني (وحمل سابقاً جنسية المملكة المتحدة لبريطانيا العظمى وأيرلندا). لعب مع نادي مقاطعة ديربيشاير للكريكت ‏.